# Christophe Michel Roguet
Christophe Michel Roguet (Sanremo, 28 aprile 1800 – Parigi, 24 luglio 1877) è stato un generale e politico francese.

## Biografia

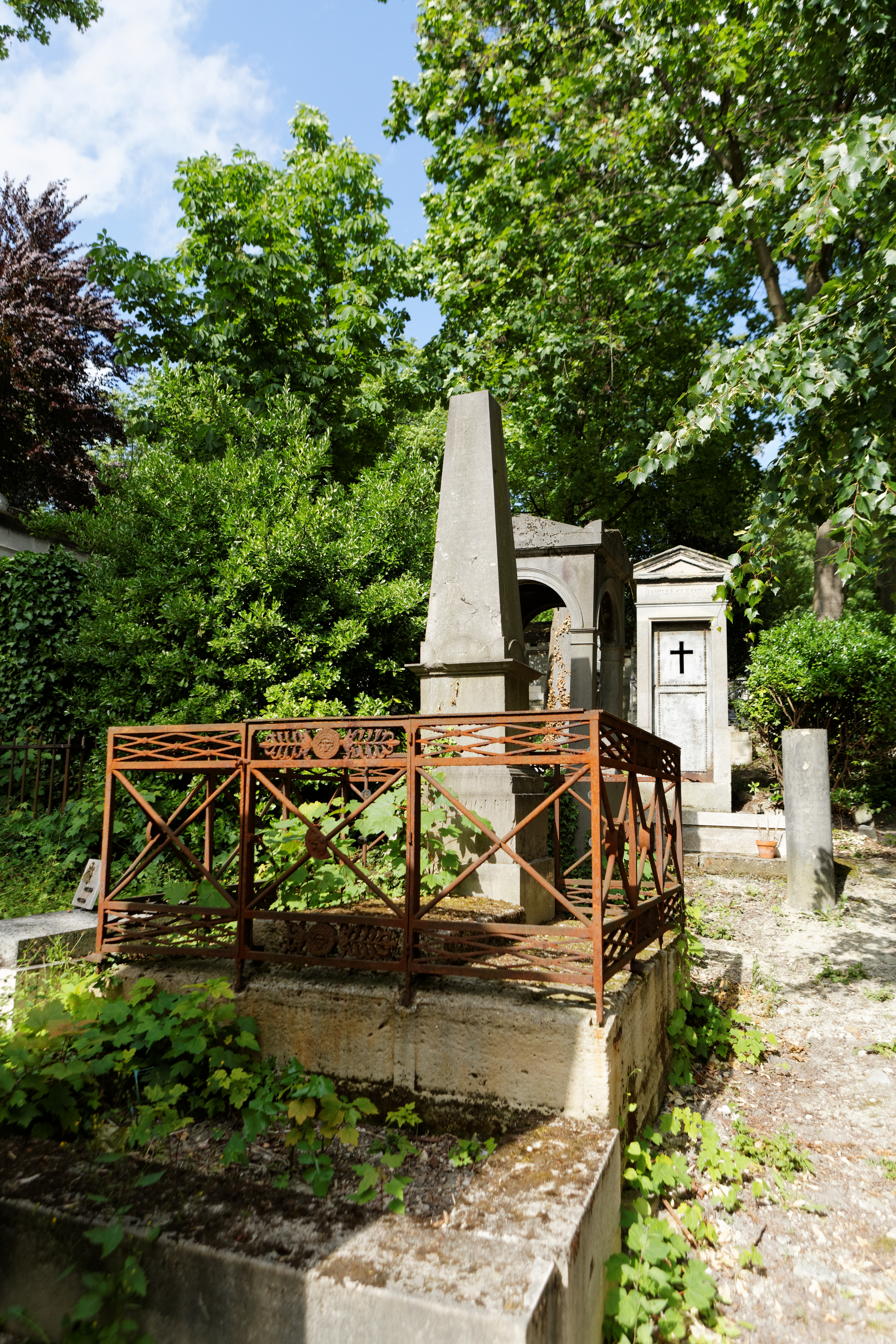
La tomba di Roguet al cimitero di Père-Lachaise.

Figlio del generale conte napoleonico François Roguet (1770-1846) e di sua moglie Augustine Nobérasco, fin da piccolo venne introdotto nella società francese grazie al ruolo preminente del padre che gli fece ottenere l'incarico di paggio di Napoleone I. Decise poi di seguire le orme del genitore e di intraprendere come lui la carriera militare, conquistandosi i gradi in Africa.
L'11 novembre 1843 prese parte alla battaglia di oued El Malah dove riuscì a ferire Mohammed Ben Allel dit Sidi-Embarek, consigliere e ministro della guerra di Abd-el-Kader.
Il 20 aprile 1845 divenne maresciallo di campo ed ottenne il comando della 3ª brigata della 1ª divisione, divenendo poi generale di divisione dal 22 dicembre 1851. Aderì alla corrente bonapartista in Francia e quando Luigi Napoleone Bonaparte venne eletto presidente della repubblica, Roguet ne divenne l'aiutante di campo, incarico che mantenne anche quando il Bonaparte ottenne la corona imperiale. Ebbe modo di distinguersi nella seconda guerra d'indipendenza italiana nella battaglia di Magenta.
Sempre al fianco di Napoleone III, venne ferito nel corso dell'attentato di Felice Orsini. Venne eletto quindi senatore.
Sposando Anne-Pauline de Ladoucette, fu genero di Charles-François de Ladoucette e fu padre di Ernest Roguet.
Alla sua morte, avvenuta a Parigi nel 1877, venne sepolto nel cimitero di Père-Lachaise (19ª divisione).